# Україна на Дитячому пісенному конкурсі Євробачення 2023
Україна взяла участь у Дитячому пісенному конкурсі Євробачення 2023, який відбувся 26 листопада 2023 року в Ніцці, Франція. За результатами Національного відбору, фінал якого відбувся 1 жовтня, Україну на конкурсі представила Анастасія Димид. На конкурсі учасниця посіла 5-те місце, набравши 128 балів.

## Національний відбір

### Попередній відбір
17 червня 2023 року Національна суспільна телерадіокомпанія України оголосила про участь України на Дитячому пісенному конкурсі Євробачення 2023 та про початок прийому заявок на участь у Національному відборі до 9 липня.
Музичною продюсеркою відбору стала співачка Світлана Тарабарова. Гаслом відбору є «Мрій сміливо!».
Для участі у відборі було подано 143 заявки. 13 липня Суспільне опублікувало лонглист десяти учасників відбору, до якого увійшли тріо 3'beauties, Поліна Бабій, Анастасія Бєлібова, Денис Грищук, Анастасія Димид, Анна Дойна, Артем Котенко, Анастасія П'єх, Катерина Яворська та Ніка Яровенко. Після цього за участі музичної продюсерки Світлани Тарабарової та експертної ради у складі DEMCHUK, KHAYAT та Євгена Хмари було проведено прослуховування учасників лонглиста, за результатами якого 24 липня Суспільне повідомило список фіналістів Нацвідбору. Ними стали:
- тріо 3'beauties;
- Поліна Бабій;
- Анастасія Бєлібова;
- Денис Грищук;
- Анастасія Димид.

### Журі
З 11 до 17 вересня в додатку «Дія» проводилося опитування щодо складу журі Нацвідбору на Дитяче Євробачення 2023; кандидатами на членство в журі були alyona alyona, Jerry Heil, Михайло Клименко, Ігор Кондратюк, Катерина Павленко, Едуард Приступа, Павло Скороходько та Олена Усенко. За результатами голосування до складу журі обрали Ігоря Кондратюка (28,16 %), Jerry Heil (24,93 %) та alyona alyona (20,91 %).

### Фінал
31 серпня відбулося жеребкування, яке визначило порядок виступів учасників у фіналі Нацвідбору. Тоді ж Світлана Тарабарова озвучила назви пісень конкурсантів та дату проведення фіналу — 1 жовтня. Реліз пісень учасників відбувся 22 вересня на офіційному каналі «Євробачення Україна» в YouTube. Ведучими фіналу стали Тімур Мірошниченко та Анна Тульєва.
Глядацьке голосування для вибору переможця відбулося у два етапи. Спочатку онлайн-голосування було доступне в додатку «Дія» з 10:00 29 вересня до 10:00 1 жовтня. Згодом, під час фіналу, після виступів усіх учасників відбувся другий етап голосування у додатку.
За результатами фіналу Нацвідбору право представити Україну на Дитячому пісенному конкурсі Євробачення-2023 здобула Анастасія Димид, що здобула 4 бали від журі та 5 — від глядачів.
| № | Учасник                       | Пісня           | Переклад      | Автор(и) пісні      | Результат у фіналі | Результат у фіналі | Результат у фіналі | Місце |
| № | Учасник                       | Пісня           | Переклад      | Автор(и) пісні      | Журі               | Глядачі            | Разом              | Місце |
| - | ----------------------------- | --------------- | ------------- | ------------------- | ------------------ | ------------------ | ------------------ | ----- |
| 1 | Поліна Бабій (Одеса)          | «Universe»      | «Всесвіт»     | Поліна Бабій        | 5                  | 3                  | 8                  | 2     |
| 2 | Анастасія Димид (Гошів)       | «Квітка»        | —             | Світлана Тарабарова | 4                  | 5                  | 9                  | 1     |
| 3 | Анастасія Бєлібова (Миколаїв) | «Сильна»        | —             | Анастасія Бєлібова  | 1                  | 4                  | 5                  | 3     |
| 4 | Денис Грищук (Нововолинськ)   | «Dance»         | «Танець»      | Світлана Тарабарова | 2                  | 1                  | 3                  | 5     |
| 5 | 3'beauties (Луцьк)            | «Power of Love» | «Сила любові» | Світлана Тарабарова | 3                  | 2                  | 5                  | 4     |

## Виступ на конкурсі
20 листопада представниця України Анастасія Димид разом з українською делегацією відвідала офіційну церемонію відкриття конкурсу в Ніцці. Того ж дня стало відомо, що у фіналі конкурсу представниця України виступить під номером 3.
Перша репетиція Анастасії Димид на сцені Дитячого Євробачення-2023 відбулася 21 листопада.
Фінал конкурсу відбувся 26 листопада. Представниця України посіла п'яте місце, набравши 128 балів (45 від журі, 83 — від глядачів).
| Бал          | Країна                      |
| ------------ | --------------------------- |
| 12 балів     | –                           |
| 10 балів     | –                           |
| 8 балів      | Албанія                     |
| 7 балів      | Німеччина                   |
| 6 балів      | Грузія                      |
| 5 балів      | Нідерланди Польща           |
| 4 бали       | Естонія                     |
| 3 бали       | Ірландія Північна Македонія |
| 2 бали       | Італія                      |
| 1 бал        | Іспанія Велика Британія     |
| Всього балів | 45                          |

## Голосування України за виконавців на конкурсі
16 жовтня 2023 року в застосунку «Дія» розпочалося обрання членів професійного журі, що голосуватиме під час фіналу конкурсу 26 листопада. Кандидатами на членство в журі стали Fiїnka, Laud, Skylerr, Олексій Бондаренко, Влад Дарвін, Тоня Матвієнко, Мирослава Салій, Юрій Ткач та Олена Тополя. За результатами голосування, до складу національного журі увійшли Юрій Ткач, Антоніна Матвієнко та Олена Тополя; ще двоє членів, Артем Котенко та Анастасія Бєлібова, були призначені Суспільним членами журі від дітей. 

Речницею українського національного журі, що оголосила бали журі під час фіналу, стала представниця України на Дитячому Євробаченні-2022 Злата Дзюнька.
| Бал      | Країна             |
| -------- | ------------------ |
| 12 балів | Велика Британія    |
| 10 балів | Вірменія           |
| 8 балів  | Албанія            |
| 7 балів  | Польща             |
| 6 балів  | Франція            |
| 5 балів  | Іспанія            |
| 4 бали   | Німеччина          |
| 3 бали   | Мальта             |
| 2 бали   | Північна Македонія |
| 1 бал    | Естонія            |